# El Pavo
El Pavo är en ort i Mexiko.   Den ligger i kommunen San Juan de Guadalupe och delstaten Durango, i den centrala delen av landet, 700 km nordväst om huvudstaden Mexico City. El Pavo ligger 1 605 meter över havet och antalet invånare är 225.
Terrängen runt El Pavo är kuperad norrut, men söderut är den platt. Runt El Pavo är det mycket glesbefolkat, med 2 invånare per kvadratkilometer. Det finns inga andra samhällen i närheten. Omgivningarna runt El Pavo är i huvudsak ett öppet busklandskap.